# Durban
Durban (zulu: eThekwini) je grad u Južnoafričkoj Republici. U toj državi je treći po broju stanovnika, a u provinciji KwaZulu-Natal je najveći grad. Ima oko 3,5 milijuna stanovnika, što ga dakle, čini trećim po veličini gradom u Južnoafričkoj Republici.
Durban je najpoznatiji po najprometnijoj luci na afričkom kontinentu, te je jedan važnijih turističkih centara zbog tople suptropske klime i lijepih plaža.

## Znamenitosti
Mini Town na sjevernom kraju priobalne šetnice pruža najbrži uvid u brojne poglede na Durban. Tu, na površini veličine nogometnog igrališta, nalazi se više od stotinu najvažnijih zanimljivosti ovoga grada, unatoč modelu u mjerilu 1:25. Odmah do toga je zmijski park Fitzsimmons s više od 80 od 157 vrsta zmija podrijetlom iz JAR-a. Od njihova otrova se izrađuje serum i stanovnici mogu naučiti kako sigurno ukloniti nezvane goste iz svojih domova i vrtova. Samo nekoliko minuta od plaže s palmama i visokih građevina suvremenog grada, stiže se do malih prodavaonica, džamija, hramova i bazara indijske poslovne četvrti iznad koje se u zraku osjeća miris egzotičnih začina. Nedaleko od indijske tržnice na ulici Victoria nalaze se tri hinduistička hrama od kojih je Alayam najstariji i najveći u Africi. Dva bloka dalje izdižu se minareti džamije Juma iz 19. stoljeća, najvećeg islamskog svetišta na južnoj polutci. Kroz niz prozora ulazi prilično svjetlosti u zasjenjeno unutarnje dvorište gdje se može moliti 5 000 vjernika. Filigranskim stihovima iz Kurana urešeni su zidovi i pažnju privlači divovski orijentalni sag. Blizina kršćanske katedrale Christian Emmanuel svjedoči o kulturnoj raznolikosti Durbana. Muzej Kwa Muhle također vrijedi razgledati. Tu ovaj grad preispituje svoju aparthejdsku prošlost i dokumentira durbanski sustav, bivše politike prisile i diskriminacije.